# كيريل ألكسينكو
كيريل ألكسينكو Kirill Alekseenko لاعب شطرنج روسي يحمل لقب أستاذ كبير.
- ولد في 22 يونيو 1997 في سانت بطرسبورج في روسيا.
- حصل على لقب أستاذ كبير عام 2015.
- فاز بدورة شيغورين التذكارية للشطرنج عام 2015 و2016 و2017.

## وصلات خارجية
- كيريل ألكسينكو على موقع الاتحاد الدولي للشطرنج (الإنجليزية)
- كيريل ألكسينكو على موقع مباريات الشطرنج (الإنجليزية)
- كيريل ألكسينكو على موقع 365Chess.com (الإنجليزية)
- كيريل ألكسينكو على موقع Chesstempo.com (الإنجليزية)